# تابع تولید لئونتیف

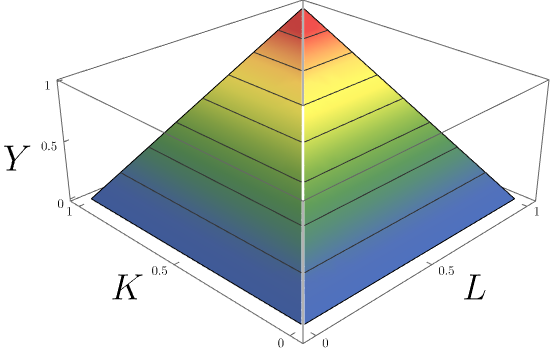
تابع تولید لئونتیف دو ورودی با ایزوکوانت‌ها

در علم اقتصاد، تابع تولید لئونتیف نوعی تابع تولید است که نشان می‌دهد نهاده‌های تولید در نسبت‌های ثابتی استفاده می‌شوند، زیرا هیچ جایگزینی برایشان وجود ندارد. نام این تابع از واسیلی لئونتیف گرفته شده است.
تابع زیر نمونه‌ای از تابع لئونتیف است:
{\displaystyle q={\text{Min}}\left({\frac {z_{1}}{a}},{\frac {z_{2}}{b}}\right)}
در این معادله q مقدار خروجی تولید شده، z 1 و z 2 به ترتیب مقادیر استفاده شده از ورودی ۱ و ورودی ۲ و a و b نیز ثابت‌هایی هستند که از نظر فناوری تعیین می‌شوند.